# Wilbur R. Franks
Wilbur Rounding Franks (* 4. März 1901 in Weston; † 16. August 1986) war ein kanadischer Wissenschaftler und Mediziner und wurde durch die Erfindung des Anti-g-Anzugs für Kampfpiloten und Astronauten während des Zweiten Weltkriegs bekannt.
Er wurde in Weston, Ontario geboren und wuchs dort auf. Er studierte Medizinwissenschaften an der University of Toronto. Nach seinem Studienabschluss forschte er an der Universität weiter und entwickelte den ersten flüssigkeitsgefüllten Anti-g-Anzug, bei dem sich Wasser zwischen zwei Gummischichten befand.

## Auszeichnungen
Wilbur Rounding Franks wurde mit dem The Most Excellent Order of the British Empire (kurz: Order of the British Empire) für seine Erfindung ausgezeichnet. Eine weitere Auszeichnung erhielt er von den Vereinigten Staaten mit dem Legion of Merit. Weitere Preise, die er in den USA erhalten hat, waren der Theodore C. Lyster Award und Eric Lilencrantz Award.